# Evadne prolongata
Evadne prolongata is een watervlooiensoort uit de familie van de Podonidae. De wetenschappelijke naam van de soort is voor het eerst geldig gepubliceerd in 1938 door Behning.